# Jámbor Lajos (festő)
Jámbor Lajos, névváltozat: Louis Jambor (Nagyvárad, 1884. augusztus 1. – New York, 1954. június 11.) festő, filmdekoratőr. 

## Pályafutása
Budapesten, Düsseldorfban, Münchenben és Firenzében végezett művészeti tanulmányokat. Magyarországon 1925-ben állította ki erős színhatású életképeit egy gyűjteményes kiállítás keretében. Még ebben az évben kivándorolt az USA-ba, ahol Pogány Willy New York-i műtermében dolgozott. 1928-tól Palm Beach-ben élt, Hollywood számára filmdekorációkat és jelmezeket tervezett.